# امزو (بني شبون)
امزو هو دُوَّار يقع بجماعة بني جميل مكسولين، إقليم الحسيمة، جهة طنجة تطوان الحسيمة في المملكة المغربية. ينتمي الدوّار لمشيخة بني شبون التي تضم 13 دوار. يقدر عدد سكانه بـ 151 نسمة حسب الإحصاء الرسمي للسكان والسكنى لسنة 2004.

## روابط خارجية
- البوابة الوطنية للجماعات الترابية
- المندوبية السامية للتخطيط